# Soslan Petrowitsch Andijew

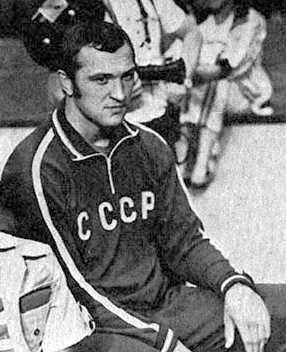
Soslan Petrowitsch Andijew (1978)

Soslan Petrowitsch Andijew (russisch Сослан Петрович Андиев; * 21. April 1952 in Dsaudschikau, Nordossetische ASSR, Russische SFSR, Sowjetunion; † 22. November 2018 in Moskau) war ein sowjetischer Ringer ossetischer Nationalität.

## Leben
Soslan Andijew stammte aus einer nord-ossetischen Familie, in der das Ringen seit mehreren Generationen zuhause war. Vater Pjotr Achmetowitsch und die Brüder Gennadi und Sergei waren ebenfalls Ringer. Da ist nicht verwunderlich, dass auch Soslan mit dem Ringen schon in früher Jugend begann. Seine ersten Trainer und Trainingspartner waren seine Brüder. Später, als er schon erste Erfolge hatte, kam noch A. Dsgojew, ein früherer Weltklasseringer, hinzu. Mit 20 Jahren war Soslan 1,98 m groß und wog ca. 110 kg. Nachdem er 1969 Spartakiadesieger geworden war, wurde er in den folgenden Jahren für die Sowjetunion bei den Junioren-Welt- und Europameisterschaften eingesetzt und gewann 1969 die Junioren-Weltmeisterschaft und 1970 und 1972 die Junioren-Europameisterschaft, jeweils im freien Stil, dem Stil, in dem er ausschließlich rang. Als nach den Olympischen Spielen 1972 der berühmte Alexander Medwed zurückgetreten war, trat Soslan Andijew ab 1973 die Nachfolge dieses großen Sportlers an und reihte bis 1982 Erfolg an Erfolg. Er gewann zwei olympische Goldmedaillen, vier Weltmeister- und drei Europameistertitel. Öfters traf er auch auf deutsche Ringer. Roland Gehrke aus der DDR und Heinz Eichelbaum aus der BRD hatten aber gegen ihn keine Chance. 1973, also zu Beginn seiner internationalen Laufbahn, besiegte er in Länderkämpfen um den Mannschafts-Weltpokal gegen die USA Chris Taylor und Michael Mc Cready, die amerikanischen Vertreter, auf Schultern.
Soslan Andijew war Diplomökonom. Während seiner Zeit als aktiver Ringer gehörte er dem SC Dynamo Ordschonikidse als quasi-Ringerprofi ("Staatsamateur") an. Für seine Verdienste um den Ringersport wurde er im September 2006 in die FILA International Wrestling Hall of Fame aufgenommen.
Soslan Andijew ist am 22. November 2018 in Moskau im Alter von nur 66 Jahren verstorben.

### Internationale Erfolge
| Jahr | Platz | Wettbewerb                                | Gewichtsklasse | Ergebnisse |
| 1969 | 1.    | Junioren-WM (Juniors) in Colorado Springs | über 100 kg    | vor Stefan Jeliaskow, Bulgarien und Jeff Jackson, USA |
| 1970 | 1.    | Junioren-EM (Juniors) in Huskvarna        | über 87 kg     | vor Tontscho Radew, Bulgarien und Mehmet Güclü, Türkei |
| 1972 | 1.    | Junioren-EM (Espoirs) in Hvar             | über 100 kg    | vor Mariu Ratenow, Bulgarien und Roman Codreanu, Rumänien |
| 1973 | 1.    | Welt-Cup in Toledo (Ohio)                 | Superschwer    | vor Michael McCready, USA und Harry Geris, Kanada |
| 1973 | 1.    | „Dynamo“-Spartakiade in Ost-Berlin        | Superschwer    | vor Wassiliew, Bulgarien und Werner, DDR |
| 1973 | 1.    | WM in Teheran                             | Superschwer    | mit Siegen über Moslem Eskander Filabi, Iran, Stanisław Makowiecki, Polen, Karl Bachmann, Schweiz, Ladislau Șimon, Rumänien, Bojan Boew, Bulgarien und Alaettin Yildirim, Türkei |
| 1974 | 1.    | EM in Madrid                              | Superschwer    | mit Siegen über Alaettin Yildirim, Robert Bradley, Vereinigtes Königreich, Bojan Boew, Heinz Eichelbaum, BRD und Ladislau Simon                                                  |
| 1974 | 2.    | WM in Istanbul                            | Superschwer    | mit Siegen über Daud Ayoob, Iran, Alaettin Yildirim, Robert Bradley, einem Unentschieden gegen Bojan Boew und einer Niederlage gegen Ladislau Simon                              |
| 1975 | 1.    | EM in Ludwigshafen am Rhein               | Superschwer    | mit Siegen über Roland Gehrke, DDR, József Balla, Ungarn, Ladislau Șimon und trotz einer Niederlage gegen Marin Gertschew, Bulgarien                                             |
| 1975 | 1.    | WM in Minsk                               | Superschwer    | mit Siegen über Ladislau Șimon, József Balla, Bojan Boew, Roland Gehrke, Heinz Eichelbaum und Michael Mc Cready, USA                                                             |
| 1976 | 1.    | Welt-Cup in Toledo/USA                    | Superschwer    | vor Michael Mc Cready, Daud Ayoob und Robert Gibbons, Kanada |
| 1976 | Gold  | OS in Montreal                            | Superschwer    | mit Siegen über József Balla, Jimmy Jackson, USA, Harry Geris, Kanada, Nikola Dinew, Bulgarien, Roland Gehrke und Ladislau Simon                                                 |
| 1977 | 1.    | Aryamehr-Cup in Teheran                   | Superschwer    | vor Ladislau Șimon, Rumänien und Vanlitt, USA |
| 1977 | 1.    | WM in Lausanne                            | Superschwer    | mit Siegen über Danagsuren Khadbatar, Mongolei, John Bowlsby, USA, Reza Soitesharai, Iran, Alaettin Yildirim und Marin Gertschew                                                 |
| 1978 | 2.    | Welt-Cup in Toledo (Ohio)                 | Superschwer    | hinter Jimmy Jackson und vor Lazaro Morales, Kuba und Yasunori Ominato, Japan |
| 1978 | 1.    | WM in Mexiko-Stadt                        | Superschwer    | mit Siegen über Mohammed Saraeh, Iran, József Balla, Greg Wojciechowski, USA, Roland Gehrke und Adam Sandurski, Polen                                                            |
| 1979 | 1.    | Großer Preis von Deutschland in Freiburg  | Superschwer    | vor Adam Sandurski, und Thomas Wenzel, DDR und Andrej Janko, Rumänien |
| 1980 | 2.    | Welt-Cup in Toledo (Ohio)                 | Superschwer    | hinter Jimmy Jackson und vor Mamadou Sakho, Senegal und Shinichi Matsura, Japan                                                                                                  |
| 1980 | Gold  | OS in Moskau                              | Superschwer    | mit Siegen über Roland Gehrke, Gondi Bakhyt, Mongolei, Jozsef Balla, Mamadou Sakho und Adam Sandurski                                                                            |
| 1981 | 1.    | Welt-Cup in Toledo (Ohio)                 | Superschwer    | vor Jimmy Jackson, Gondi Bakhyt und Ali Gharba, Afrika |
| 1982 | 1.    | EM in Warna                               | Superschwer    | vor János Rovnyai, Ungarn, Adam Sandurski, Janku, Rumänien, Peter Iwanow, Bulgarien und Stucki, Schweiz                                                                          |

### Sowjetische Meisterschaften
| Jahr | Platz | Gewichtsklasse | Ergebnisse                                        |
| 1972 | 3.    | Superschwer    | hinter Wladimir Parschukow                        |
| 1973 | 1.    | Superschwer    | vor Nodar Modebadse und Wladimir Parschukow       |
| 1974 | 1.    | Superschwer    | vor Wladimir Parschukow und Boris Bigajew         |
| 1975 | 1.    | Superschwer    | vor Nodar Modebadse                               |
| 1976 | 1.    | Superschwer    | vor Wladimir Parschukow und Boris Bigajew         |
| 1977 | 1.    | Superschwer    | vor Nodar Modebadse und Boris Bigajew             |
| 1978 | 1.    | Superschwer    | vor Boris Bigajew und Salman Chassimikow          |
| 1979 | 3.    | Superschwer    | hinter Salman Chassimikow und Wladimir Parschukow |
| 1980 | 1.    | Superschwer    | vor Salman Chassimikow und Boris Bigajew          |

Erläuterungen
- alle Wettkämpfe im freien Stil
- OS = Olympische Spiele, WM = Weltmeisterschaft, EM = Europameisterschaft
- Superschwer, damals über 100 kg Körpergewicht